# Putnam Griswold
Putnam Griswold   (23 de desembre de 1875 - 26 de febrer de 1914) fou un cantant de baix opera americà.

## Biografia
Nascut a Minneapolis, Minnesota, el 1875, Griswold originalment va seguir una carrera empresarial. Als 22 anys va descobrir la seva veu i va començar a estudiar amb un professor local a Califòrnia.
El 1900 va anar a Londres, on va estar durant dos anys alumne d'Alberto Randegger al "Royal College of Music". Durant l'hivern de 1902/03 va estudiar amb Jacques Bouhy a París, l'hivern següent amb Julius Stockhausen a Frankfurt; i finalment va completar els seus estudis amb Emmerich Kálmán a Berlín el 1905.
El seu debut operístic va tenir lloc a la "Royal Opera House", "Covent Garden", Londres, el 1901. Durant l'estiu de 1904 va cantar a l'Òpera Reial de Berlín. Després d'haver cantat el paper de Gurnemanz a la producció de Savage de Parsifal a Amèrica (1904–190), es va convertir el 1906 membre regular de l'òpera de Berlín. Allà va romandre, presentant-se també com a convidat a diverses ciutats alemanyes, fins que va arribar a l'òpera metropolitana el 1911, on per mitjà de la seva interpretació dels herois de Wagner, es va guanyar immediatament el públic i la crítica.
Griswold va ser el primer baix nord-americà a cantar els grans papers de Wagner al Metropolitan, on va ser comparat amb el més distingit dels seus predecessors estrangers. Havia estat un gran favorit a Berlín, on els crítics l'havien elogiat com el màxim intèrpret estranger de Wotan i va ser condecorat dues vegades per l'emperador William (Kaiser Wilhelm).
El 27 de febrer de 1914, el diari The New York Times anunciava la seva sobtada mort, el 26 de febrer en la ciutat dels gratacels, a causa d'un atac d'apendicitis, va esdevenir un xoc per als seus nombrosos admiradors.